# Esgrima als Jocs Olímpics d'estiu de 1936
Als Jocs Olímpics d'Estiu de 1936 celebrats a la ciutat de Berlín (Alemanya) es disputaren set proves d'esgrima, sis d'elles en categoria masculina i una en categoria femenina.

## Resum de medalles

### Categoria femenina
| Prova                     | Or         | Plata        | Bronze      |
| Floret individual detalls | Ilona Elek | Helene Mayer | Ellen Preis |

## Medaller
| Posició | País     | Or | Argent | Bronze | Total |
| 1       | Itàlia   | 4  | 3      | 2      | 9     |
| 2       | Hongria  | 3  | 0      | 1      | 4     |
| 3       | França   | 0  | 2      | 1      | 3     |
| 4       | Alemanya | 0  | 1      | 2      | 3     |
| 4       | Suècia   | 0  | 1      | 0      | 1     |
| 6       | Àustria  | 0  | 0      | 1      | 1     |